# 安田育生
安田 育生（やすだ いくお、1953年4月28日 - ）は、日本の実業家、学者。M&Aに長く携わり、日本のM&Aの草分け的存在。元リーマン・ブラザーズ日本代表。

## 概要
京都府出身。京都教育大学附属京都小中学校、京都教育大学附属高等学校を経て、1977年に一橋大学経済学部を卒業し、日本長期信用銀行入行。同行でM&A部次長等を歴任。35年以上のM&A業務の経験を持ち、長銀破綻後は、GEインターナショナルにてGEキャピタルの事業開発本部長、リーマン・ブラザーズ日本代表等を経て、M&Aアドバイス専門会社ピナクル株式会社を2004年に設立。2018年には、事業承継M＆Aを主体としたピナクルＴＴソリューション株式会社を設立。
途中、九州大学特任教授、多摩大学客員教授、数社の上場会社社外取締役を歴任。経済同友会幹事、東京ニュービジネス協議会特別理事。
M&Aに関するコメンテーターとして、『NEWS23』『スーパーニュース』『みのもんたの朝ズバッ!』『ワールドビジネスサテライト』『ニュースウオッチ9』『報道2001』『スタ☆メン』など多数のテレビ出演がある。雑誌対談、講演も多数こなしている。2014年京都府に多額の寄付を行ったとして、感謝状を授与された。

## 経歴
- 1953年 京都市生まれ
- 1972年 京都教育大学附属高等学校卒
- 1977年 一橋大学経済学部卒業後、日本長期信用銀行入行[2]
  - 日本長期信用銀行 総合企画部 参事役
  - 日本長期信用銀行 ニューヨーク支店支店長代理
  - 日本長期信用銀行 マーチャントバンキンググループ M&A部 次長
- 1996年 日本長期信用銀行 営業第一部 次長
- 1997年 日本長期信用銀行 営業第三部 次長
- 1998年 GEインターナショナル マネージング・ディレクター 事業開発本部長[2]
- 2000年 リーマン・ブラザーズ日本代表就任[2]
- 2003年 多摩大学ルネサンスセンター客員教授[2]
- 2005年 株式会社テイツー社外取締役[2]
- 2006年 九州大学特任教授[2]
- 2009年 ピナクル株式会社設立、同社代表取締役会長兼CEO就任（現任）[2]
- 2012年 社団法人東京ニュービジネス協議会 理事[3]
- 2015年 株式会社ハウスドゥ 社外取締役[2]
- 2017年 東海東京フィナンシャル・ホールディングス株式会社 顧問（現任）[2]
- 2018年 一般社団法人東京ニュービジネス協議会 特別理事（現任）[3]
- 2018年 公益社団法人 経済同友会 幹事（現任）[2]
- 2018年 ピナクルＴＴソリューション株式会社設立、同社取締役会長（現任）[2]
- 2019年 株式会社ティーケーピー 顧問[3]
- 2020年 株式会社三陽商会 社外取締役（現任）[3]

他に東京ロータリークラブ、海外特派員倶楽部、ANJ、東京ピアー会にも所属。
この間スイスIMD（国際経営開発研究所）や一橋大学、早稲田大学、国際医療福祉大学でも教鞭・講師を務める。